# Листенгурт, Рафаил Александрович
Рафаил Александрович (Аронович) Листенгурт (1902, Одесса, Российская империя — 23 февраля 1939, Москва) — сотрудник ВЧК—ОГПУ—НКВД, майор государственной безопасности (1935). Заместитель начальника УНКВД Горьковской обл. Старший Брат Михаила Александровича Листенгурта. Расстрелян в 1939 году. Признан не подлежащим реабилитации.

## Биография
Состоял в РКП(б) с 1919 г. В органах ВЧК—ОГПУ—НКВД с 1920 г.; до 1931г. начальник отделения, помощник начальника Экономического отдела полномочного представительства ОГПУ по Северо-Кавказскому краю, начальник Экономического отдела полпредства ОГПУ по Уралу; в 1932—1934 гг. начальник Экономического отдела полномочного представительства ОГПУ по Московской области; в июле 1934 г. по май 1935 г. помощник начальника ЭКО УГБ УНКВД Мо, с августа 1935 г. помощник начальника Транспортного отдела УГБ УНКВД Мо; с августа 1935 г. помощник начальника ТО ГУГБ НКВД СССР и начальник отдела по обслуживанию Метрополитена им.Л.Кагановича; затем до 1936 г. начальник Транспортного отдела УГБ УНКВД по Восточно-Сибирскому краю; в декабре1936 г.—августе 1937 г. помощник, затем заместитель начальника УНКВД по Калининской области; с октября 1937 г. по апрель 1938 г. заместитель начальника УНКВД по Горьковской области. После работы в УНКВД Горьковской обл. назначен начальником Верхне-Волжского пароходства. Депутат Верховного Совета РСФСР 1 созыва.
Арестован 17 октября 1938 г. Внесен в Список Л.Берии-А.Вышинского от 15.2.1939 г. по 1-й категории. 22 февраля 1939 г. осуждён Военной коллегией Верховного Суда СССР к высшей мере наказания. Расстрелян 23 февраля 1939 года вместе с младшим братом Михаилом Листенгуртом и группой высокопоставленных сотрудников центрального аппарата НКВД СССР и региональных управлений НКВД. Место захоронения- «могила невостребованных прахов» № 1 крематория Донского кладбища.

## Репрессии
Бывший работник НКВД СССР С. Я. Миндаль на допросе в 1939 году показал:
«При поездке на Дальний Восток Фриновский взял с собой на несколько тысяч альбомных справок по нескольким областям и поручил их рассматривать Листенгурту, Лулову и Ушакову. Рассмотрение справок происходило за выпивкой с пением песен и под звуки патефона. Листенгурт, Лулов и Ушаков соревновались между собой, кто больше рассмотрит справок. В ряде случаев справки не читались, под каждой фамилией огульно ставилась буква „Р“ — это значит расстрелять.

Таким образом были рассмотрены по дороге все альбомы и отправлены в Москву для приведения приговоров в исполнение».
Как показал на следствии по своему делу названный Миндалем З. М. Ушаков, во время поездки на Дальний Восток при его участии было рассмотрено около 20 тысяч альбомных справок.
О деятельности в 1937 году областного управления НКВД, его начальника И. Я. Лаврушина, его заместителя Р. А. Листенгурта и начальника следственного отдела С. В. Ратнера газета «Горьковская правда» сообщала:
«Эти люди оставили чёрный след в деятельности управления. На их совести жизнь многих безвинных людей. Они не только давали указания на необоснованные аресты, но и сами непосредственно принимали участие в фабрикации дел, избиении арестованных и того же требовали от подчинённых… Лаврушин И. Я., Листенгурт Р. А. и Ратнер С. В. в 1939—1940 годы были осуждены и расстреляны…»
Тройка НКВД состояла: первый секретарь обкома партии Ю. М. Каганович, председатель облисполкома А. Н. Буров и начальник областного управления НКВД И. Я. Лаврушин.

## Реабилитация
10 января 2013 решением Главной военной прокуратуры Российской Федерации Р. А. Листенгурт был полностью реабилитирован. Доказательства вины, по неизвестным причинам, прокуратура рассматривать не стала. Позднее решение о реабилитации было отменено. 24 декабря 2013 г. Военной коллегией Верховного Суда РФ Листенгурт был признан не подлежащим реабилитации.